# Alessandro Ballan
Alessandro Ballan (* 6. listopadu 1979, Castelfranco Veneto, Itálie) je italský silniční cyklista a mistr světa z roku 2008.
Jeho první profesionální angažmá bylo v létech 2004–2009 v italském týmu Lampre-Merida, od roku 2010 je členem amerického BMC Racing Team.

## Úspěchy
2005
- Etapové vítězství na Eneco Tour

2006
- Trofeo Laigueglia

2007
- KBC Driedaagse van De Panne-Koksijde
- Kolem Flander 2007
- Vattenfall Cyclassics

2008
- Etapové vítězství na Vuelta a Espana
- Mistr světa

2009
- Tour de Pologne

2012
- časovka mužstva Giro del Trentino
- Giro di Toscana
- Etapové vítězství Eneco Tour
- stříbro v časovce mužstev